# Sh2-305
Sh2-305 è una piccola nebulosa a emissione visibile nella costellazione della Poppa.
Si trova nella parte nordoccidentale della costellazione, circa 11° a est di Sirio, la stella più brillante del cielo notturno; può essere osservata e fotografata con strumenti amatoriali di potenza elevata, con l'aiuto di appositi filtri. Il periodo più propizio per la sua osservazione nel cielo serale è compreso fra i mesi di dicembre e aprile e la sua declinazione meridionale fa sì che sia osservabile con più facilità dalle regioni australi.
Si tratta di una regione H II situata a circa 4200 parsec (13700 anni luce) di distanza, sul bordo meridionale della vasta superbolla nota come GS234-02, in cui hanno luogo alcuni episodi di formazione stellare; questa superbolla sarebbe stata originata dall'esplosione di numerose supernovae, generate da stelle formatesi nella regione durante un primo ciclo di formazione stellare. La nebulosa contiene al cuo interno quattro sorgenti IRAS, di cui due situate ad appena 10' dal suo centro; una di queste sorgenti, IRAS 07277-1821, ospita un maser ad acqua. A questi oggetti si aggiunge una sorgente di onde radio, coincidente probabilmente con una regione H II ultracompatta situata ad appena 7' di distanza dal centro della nube.